# Tolida artemisiae
Tolida artemisiae es una especie de coleóptero de la familia Mordellidae.

## Distribución geográfica
Habita en Europa occidental.